# Бджолині
Бджоли́ні (Apidae) — родина жалких комах ряду перетинчастокрилих.
Тіло довжиною 0,5—5 см. Мають хоботок, утворений нижньою щелепою та нижньою губою; між грудьми з черевцем короткий проміжний сегмент; перший членик задніх лапок розширений і потовщений; у багатьох родів тіло густо опушене. Відомо близько 30 тис. видів бджолиних, поширених від Заполяр'я до тропіків. В Україні понад 600 видів (54 роди), найчисленніші — андрени та галікти.
Гніздяться в норах, у ґрунті, у будівлях, у стеблах рослин, у раковинах молюсків тощо. За способом життя розрізняють одиночні, гуртосімейні та паразитичні форми. Більшість родів бджолиних — одиночні. Типовий представник гуртосімейних — бджола медоносна. Живляться нектаром і пилком, збираючи їх з квіток, часто — певних видів рослин. Личинка червоподібна, розвивається в окремій комірці гнізда, в яку самиця (в одиночних видів) заздалегідь закладає корм на весь період розвитку. Поряд з медоносними велике господарське значення (як запилювачі рослин) мають багато інших бджолиних.
Вагомий внесок у вивчення, охорону та використання бджолиних зробив В. С. Гребенніков.